# ديفيد أندرو سنكلير
ديفيد أندرو سنكلير (بالإنجليزية: David Sinclair)‏ هو عالم وراثة وأحيائي أسترالي، ولد في 26 يونيو 1969 في سيدني في أستراليا.